# Sandra Myers
Sandra Myers, född 9 januari 1961 i Little River i Kansas i USA, är en spansk före detta friidrottare som tävlade i kortdistanslöpning främst på 400 meter.
Myers blev 1987 spansk medborgare. Hon deltog vid inomhus-VM 1991 där hon blev silvermedaljör. Vid VM 1991 i Tokyo slutade hon trea på 400 meter på tiden 49,78.
Hon blev vidare fyra vid inomhus-VM 1993 och sexa vid utomhus-VM 1993. Hon deltog vid Olympiska sommarspelen 1996 men blev då utslagen redan i semifinalen.

## Personliga rekord
- 100 meter - 11,06 från 1991
- 200 meter - 22,38 från 1990
- 400 meter - 49,67 från 1991